# Гарсия Реальпе, Брайан
Брайан Хаир Гарсия Реальпе (исп. Bryan Jahir García Realpe; род. 18 января 2001, Rioverde Canton, Эсмеральдас) — эквадорский футболист, полузащитник.

## Клубная карьера
Гарсия — воспитанник клуба «Индепендьенте дель Валье». 31 августа 2020 года в матче против «Гуаякиль Сити» он дебютировал в эквадорской Примере. 1 августа 2021 года в поединке против «Макара» Брайан забил свой первый гол за «Индепендьент дель Валье». В том же году он стал чемпионом Эквадора. В начале 2022 года Гарсия перешёл в бразильский «Атлетико Паранаэнсе». Сумма трансфера составила 1,3 млн. евро. 15 апреля в поединке Кубка Либертадорес против боливийского «Стронгест» Брайан дебютировал за основной состав. 17 апреля в матче против «Атлетико Минейро» он дебютировал в бразильской Серии A.

## Достижения
Командные
 «Индепендьенте дель Валье»
- Победитель эквадорской Примеры — 2021